# Wicken Bonhunt
Wicken Bonhunt es un pueblo y una parroquia civil del distrito de Uttlesford, en el condado de Essex (Inglaterra).

## Demografía
Según el censo de 2001, Wicken Bonhunt tenía 233 habitantes (111 varones y 122 mujeres). 52 de ellos (22,32%) eran menores de 16 años, 167 (71,67%) tenían entre 16 y 74, y 14 (6,01%) eran mayores de 74. La media de edad era de 41,33 años. De los 181 habitantes de 16 o más años, 30 (16,57%) estaban solteros, 128 (70,72%) casados, y 23 (12,71%) divorciados o viudos. 111 habitantes eran económicamente activos, 105 de ellos (94,59%) empleados y otros 6 (5,41%) desempleados. Había 86 hogares con residentes y ninguno sin ocupar.
| 123                         | 128 | 122 | 134 | 158 | 156 | - | - | 162 | 166 | 138 | 163 | 118 | 161 | - | 173 | 156 |
| (Fuente: Vision of Britain) |     |     |     |     |     |   |   |     |     |     |     |     |     |   |     |     |